# Windows Server 2003
Windows Server 2003 (znan kao Win 2K3) je poslužiteljski operativni sustav kojeg je razvio Microsoft. 
Predstavilo ga se javnosti 24. travnja 2003. kao nasljednika Windows Server 2000 operativnog sustava. Inačicu R2 se počelo razvijati 2. prosinca 2005. Nasljednik, Windows Server 2008 se razvio 4. veljače 2008.

## Nova i unaprijeđena svojstva
- Internet information services (IIS)v. 6.0 - poboljšani IIS
- veća sigurnost - uključen vatrozid i blokirana većina servisa po defaultu
- unaprijeđen Active Directory
- unaprijeđen Group Policy i administracija
- unaprijeđen Backup
- unaprijeđeno skriptiranje i komandno-linijski alati

## Inačice
Windows Server 2003 dolazi u različitim inačicama, a svaka od njih namijenjena je specifičnom krugu korisnika odnosno tvrtkama. Općenito, svaka inačica podržava dijeljenje pisača i podataka (datoteka), djelujući kao aplikacijski server, e-mail servise, autentifikacijske servise, LDAP servise itd.